# Сочи (Арецо)
Сочи је насеље у Италији у округу Арецо, региону Тоскана.
Према процени из 2011. у насељу је живело 3733 становника. Насеље се налази на надморској висини од 386 м.